# Edsviken, Tanums kommun

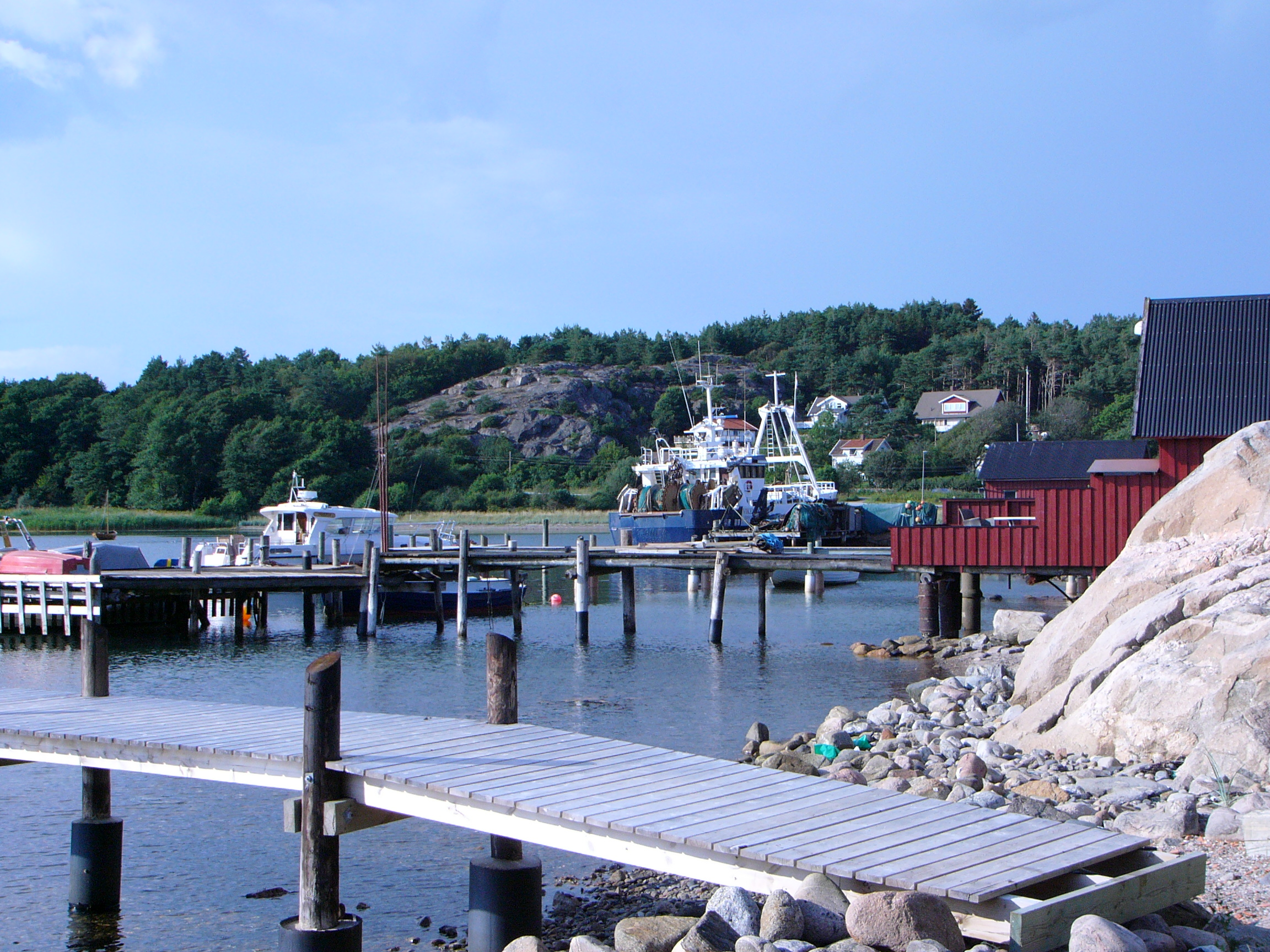
Inre delen av Edsviken.

Edsviken är en vik i Tanums kommun i Bohuslän, som tränger in i Tanumsnäsets inre del. I vikens inre del ligger samhället Edsvik, beläget omkring 3 km norr om Grebbestad.
Under första hälften av 1900-talet föreslogs flera gånger att en kanal skulle anläggas mellan Edsviken och Sannäsfjorden.[källa behövs]

## Etymologi
Viken kallas även Skickerödskilen, Edtz wijkan (1714), Isviken (1843). Namnet innehåller ed, det fornnordiska ordet för ”mellan två farbara vatten belägen landtunga”. Is i Isvigen från 1843 är ett omvandlat eds.